# 米利希-霍夫曼山脉
米利希-霍夫曼山脈（德語：Mühlig-Hofmann-Gebirge）是南極洲的山脈，位於南極大陸東部的毛德皇后地，從東到西全長65英里，最高點海拔高度3,148米，該山脈在1938至1939年間被德國探險隊發現。

## 外部連結
- United States Geological Survey, Geographic Names Information System (GNIS) （页面存档备份，存于）
- Scientific Committee on Antarctic Research (SCAR)